# Anderssons sagor
Anderssons sagor var en nyårsrevy av Karl Gerhard i regi av Sigurd Wallén. Titeln anspelar på H.C. Andersens sagor.
Revyn hade premiär på Oscarsteatern 1 januari 1923, och bland de medverkande märks Maja Cassel, Stina Berg, Sigurd Wallén och Axel Ringvall. Scenografin gjordes av Olle Nordmark. I Dagens Nyheter fick revyn en ganska sval recension av signaturen N–m, som skrev att den "lider av en viss uppslagstorka och är inte fri från omtuggningar". Recensenten berömde dock Karl Gerhards Hamlet-parodi och kupletten "Köp svenska varor!" som "gav publiken ett kärkommet tillfälle att riktigt släppa lös de applåder den helt säkert önskat kunna slösa rikligare på sin favorit."